# Bistum Tibú
Das Bistum Tibú (lat.: Dioecesis Tibuensis, span.: Diócesis de Tibú) ist eine in Kolumbien gelegene römisch-katholische Diözese mit Sitz in Tibú.

## Geschichte
Papst Pius XII. gründete die Territorialprälatur Bertrana en el Catatumbo am 1. August 1951 aus Gebietsabtretungen des Bistums Nueva Pamplona. Am 29. April 1956 verlor sie einen Teil ihres Territoriums zugunsten der Errichtung des Apostolischen Vikariats Dedza.
Am 16. November 1983 wurde sie in Territorialprälatur Tibú umbenannt und am 29. Dezember 1988 zum Bistum erhoben, das dem Erzbistum Nueva Pamplona als Suffraganbistum unterstellt wurde.

## Ordinarien

### Prälaten von Bertrania en el Catatumbo
- Juan José Díaz Plata OP (13. September 1953 – 1979)
- Jorge Leonardo Gómez Serna OP (9. Oktober 1980 – 16. November 1983)

### Prälaten von Tibú
- Jorge Leonardo Gomez Serna OP (16. November 1983 – 6. März 1986, dann Bischof von Socorro y San Gil)
  - Tiberio Polanía Ramírez OP (1986 – 1988) (Apostolischer Administrator)
- Horacio Olave Velandia (21. Januar 1988 – 17. März 1988)
- Luis Madrid Merlano (21. Mai 1988 – 19. April 1995, Bischof von Cartago)
- José de Jesús Quintero Díaz (5. Januar 1996 – 29. Dezember 1998)

### Bischöfe von Tibú
- José de Jesús Quintero Díaz (29. Dezember 1998 – 23. Oktober 2000, dann Apostolischer Vikar von Leticia)
- Camilo Fernando Castrellón Pizano SDB (23. April 2001 – 2. Dezember 2009, dann Bischof von Barrancabermeja)
  - Ignacio José Gómez Aristizábal (März 2010 – 2011) (Apostolischer Administrator)
- Omar Alberto Sánchez Cubillos OP (2011 – 2020, dann Erzbischof von Popayán)
- Israel Bravo Cortés (seit 2021)